# Xương Ý
Xương Ý (chữ Hán: 昌意) là vị quân chủ đầu tiên của nước Cao Dương trong lịch sử Trung Quốc, theo Sử Ký Tư Mã Thiên - Sở thế gia thì ông là con trai thứ của Hiên Viên Hoàng Đế và bà chính phi Luy Tổ.
Bấy giờ ở vào giai đoạn cuối của triều đại Thần Nông, có thủ lĩnh Xi Vưu nước Cửu Lê làm loạn gây chiến tranh tang tóc khắp nơi. Xương Ý theo cha tập hợp chư hầu giương cao ngọn cờ cần vương đánh giặc, nơi chiến trường ông đã đánh thắng nhiều trận, lập nhiều kỳ tích lớn. Sau khi dẹp loạn thành công, được đế Du thiện nhượng ngôi thiên tử, Hoàng Đế phân phong cho Xương Ý làm vua nước Cao Dương (nay thuộc huyện Kỷ tỉnh Hà Nam). Lúc ấy Hoàng Đế thực hiện chính sách "nội thiện" nghĩa là truyền ngôi cho con cháu nhưng xét thấy ai có đủ năng lực mới truyền chớ không nhất thiết phải con trưởng hay cháu trưởng, vì vậy sau khi Hoàng Đế băng hà ngài không giao lại quyền hành cho con trưởng Huyền Hiêu hay con thứ Xương Ý mà lại chọn Thiếu Hạo là con bà thứ phi Nữ Tiết làm người kế nhiệm.
Xương Ý lấy vợ là con gái Thục Sơn thị tên Cảnh Bộc sinh ra Chuyên Húc, sau khi ông qua đời Chuyên Húc thừa kế ngôi vị của cha.